# وایتسبورو (تگزاس)
وایتسبورو، تگزاس (به انگلیسی: Whitesboro, Texas) یک شهر در ایالات متحده آمریکا با جمعیت ۳٬۷۶۰ نفر است که در تگزاس واقع شده‌است.

## موقعیت جغرافیایی
موقعیت جغرافیایی شهرها و مناطق اطراف به شرح زیر است: